# Farní sbor Českobratrské církve evangelické v Hradci Králové
Farní sbor Českobratrské církve evangelické v Hradci Králové, seniorátu královéhradeckého, sídlí na Nezvalově ulici, v těsném sousedství krajského soudu. Kostel a fara byly postaveny v roce 1912 podle plánů architekta Oldřicha Lisky.

## Historie sboru
Sbor v Hradci Králové byl prohlášen samostatným 14. června 1920. Skládal se z dosavadní kazatelské stanice církve reformované a filiálního sboru církve augsburské, které měly mateřské sbory v Černilově.
Kazatelská stanice H. V. měla svůj chrám a faru, postavené roku 1912 hlavně přičiněním černilovského faráře J. Szalatnaye, který sbírkami ve Švýcarech a Německu opatřil finanční základ pro stavbu.
Filiální sbor A. V., který spravoval farář František Hrejsa, užíval Husova domu, postaveného roku 1913.

### Kazatelé
Prvním farářem nového sboru se stal v roce 1920 Adolf Novotný. Počet členů každoročně stoupal jak přílivem nového obyvatelstva, tak četnými přístupy. Hlavním farářovým pomocníkem od roku 1922 se stal prof. Bohdan Dobiáš, který jako předseda Kostnické jednoty pořádal četné přednášky, jichž se účastnila kromě členů sboru i veřejnost mimocírkevní.
Farář Novotný věnoval velikou péči Nedělní škole a sdružení mládeže; této činnosti měl sloužit i nově vybudovaný Letní tábor Komenského v Bělči. V této práci pomáhali zejména paní farářová Novotná, J. A. Pellar, V. Urban, J. Janata a N. Pellarová. Pomocí v evangelizaci byl Sborový věstník vydávaný od roku 1923 do roku 1947. V roce 1944 dosáhl sbor nejvyššího počtu, po druhé světové válce však počet členů klesal, zejména odstěhováním četných rodin do pohraničí.

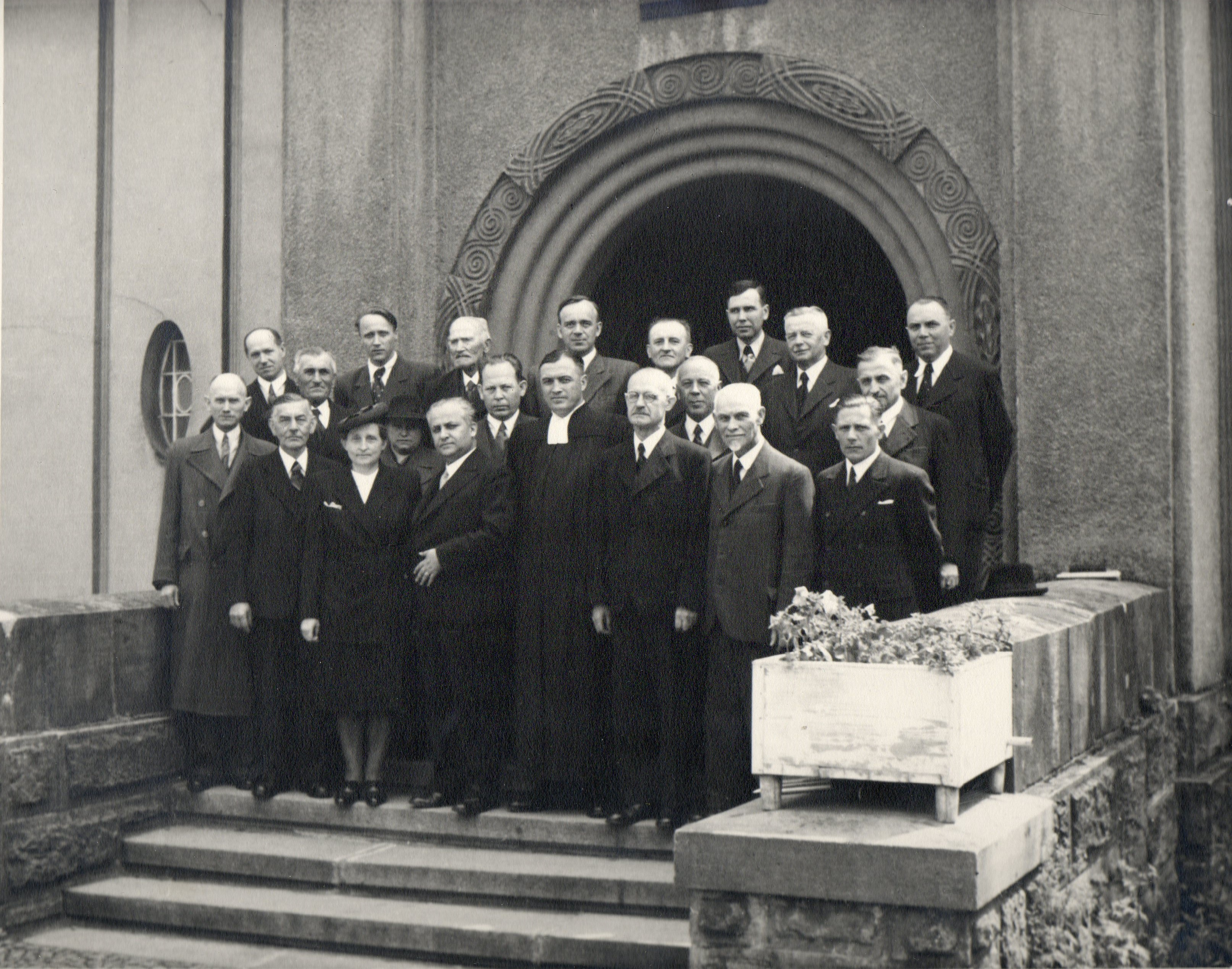
Staršovstvo královéhradeckého sboru 1944

Od roku 1925 přijal Adolf Novotný úkol tajemníka Svazu nedělních škol a v hradeckém sboru si ponechal úřad druhého faráře až do roku 1935, kdy odešel do Krabčic jako ředitel tamní odborné školy. Na místo prvního faráře byl v roce 1925 zvolen Štěpán Šoltész. Rozšiřovala se práce, po venkově se konaly za velké účasti večerní nešpory po domácnostech členů sboru. Kruh sester konal sociální práci. Roku 1940 odešel Štěpán Šoltész do Prahy a na jeho místo přišel farář PhDr. Jan Amos Pellar, který byl roku 1951 zvolen za seniora Královéhradeckého seniorátu. Farář Pellar působil na sboru až do svého úmrtí 2. února 1982. V době okupace vypomáhal ve sboru farář Jaromír Kryštůfek. Pro sborovou práci v rodinách byla povolána diakonka Anežka Kynclová.
V letech 1982–1984 administrovali sbor senior Miroslav Brož z Třebechovic a poté farář Lubomír Linka z Černilova. Čtvrtým farářem sboru byl v letech 1984–2010 ThDr. Pavel Otter, pátým Štěpán Brodský (2011–2015). Nynějším[kdy?] farářem je Tomáš Vítek.

### Vikáři
Jan Vejmar, Jaroslav Pleva, Jiří Ruml, Daniel Henych. Jako seniorátní vikáři zde působili: Jiří Altynski, Mirjam Šebestová, Alena Slámová a Jana Kosejková (Šimerová) (1963–1969 seniorátní, roku 1977 sborová). V rámci nového formátu vikariátu ČCE na sboru působili vikáři: František Plecháček (2011–2012) a Emilie Ouzká (2013–2014).

### Kurátoři sboru
Kurátory sboru byli: dr. Adolf Švanda, Václav Vraný, František Rejchrt, Václav Medek, Zdeněk Kuthan a MUDr. Rudolf Budínský (1970–1982), který renovoval kartotéku členů sboru. Kurátorem sboru byl roku 1982 zvolen Jan Čeliš (1982–1989, v letech 1977 až 1983 seniorátní kurátor Královéhradeckého seniorátu). V roce 1989 byl zvolen kurátorem Ing. Jan Dus. V současnosti[kdy?] tuto funkci vykonává Milan Souček.

### Kostel a fara
Netypická secesní stavba z pera Oldřicha Lisky je charakteristická zakončením kostelní věže ve tvaru husitské přilby. V letech 1982–1984 byla provedena rekonstrukce fary, v jejímž přízemí byla zřízena sborová místnost s příslušenstvím, která slouží pro menší shromáždění během týdne.
V letech 2006–2007 proběhala nová vlna rekonstrukcí sborových budov.

## Shromažďování
Bohoslužebných shromáždění se účastní v průměru 100 členů sboru, konají se pravidelně biblické hodiny, setkání konfirmované mládeže a setkání dětí. Pravidelně se schází také střední generace, tzv. Odrost. Během bohoslužeb se děti shromažďují v nedělní škole. Probíhá rovněž příprava na konfirmaci.
Různými seniorátními podniky, zejména vzdělávatelnými shromážděními pro staršovstva, získává i sbor mnohé podněty. Po roce 1989 využil nových možností a otevřel kostel i sborovou místnost novým vzdělávacím, společenským a kulturním aktivitám v rámci města a regionu. Výrazně byly také posíleny kontakty s ostatními křesťanskými církvemi, které v Hradci Králové působí. Oživení pro sbor znamenalo zahájení práce Biblické misijní školy, později Vyšší odborné školy biblické v Husové domě na Kavčím plácku (zrušena), který byl vrácen církvi v roce 1991 a převeden v roce 1999 do majetku sboru. Zvýšila se i míra kontaktů se zahraničními protestantskými sbory.

## Kazatelské stanice
K Hradci patřívaly kazatelské stanice Nechanice, Stěžery, Svinary, Svobodné Dvory a Rusek. Toho času je sbor bez kazatelských stanic.